# Meerkat Manor
Meerkat Manor (no Brasil: No Reino dos Suricatos) é um programa de televisão britânico produzido pela Oxford Scientific Films (OSF) para o canal Animal Planet International. A série conta a história dos Whiskers, uma das muitas famílias de suricatos que habita o Deserto de Kalahari (África do Sul) e é estudada desde 1998 por pesquisadores da Universidade de Cambridge.

## Suricatos da série
A família Whiskers ("bigodes de animal", em língua inglesa), estudada desde 1998 por pesquisadores da Universidade de Cambridge (Reino Unido), é o centro da série. Eles são um grupo de suricatos que luta pela sobrevivência na região do deserto do Kalahari.

### Whiskers
- Flower[5][6]
- Zaphod[7][8] (migrou depois para os Aztecs)
- Yossarian
- Shakespeare
- Mozart[9] (expulsa, formou depois os Starsky)
- Tosca (expulsa, migrou para os Starsky)
- Daisy
- Mitch(male dominant)
- Lola
- Squig (formou depois os Aztecs)
- Rocket Dog(female dominant)
- Maybelline (expulsa, formou depois os Aztecs)
- Axel
- Sophie
- Nugget
- Beaker
- Juno
- Zorro (migrou depois para os Commandoes)
- chips
- flashman
- pickles
- Wiley Kat
- Miles
- Baker
- De La Soul (migrou para os Starsky)
- Suggs

### Lazuli
- Cazanna
- Big Si
- JD
- Carlos (formou depois os Starsky)
- Fat Joe
- Ice Blue

### Commandoes
- Nikita (Fêmea Dominante)
- Zorro (Macho Dominante)

### Grupos minoritários
- Zappa
- Gattaca

## Temporadas
1ª temporada (2005)
- 1.1 - A Family Affair (S01E01 - 101)
- 1.2 - Love Thy Neighbor (S01E02 - 102)
- 1.3 - Some Like It Hot (S01E03 - 103)
- 1.4 - Revolution (S01E04 - 104)
- 1.5 - Childhood’s End (S01E05 - 105)
- 1.6 - Boys Will Be Boys (S01E06 - 106)
- 1.7 - Divided Loyalties (S01E07 - 107)
- 1.8 - The Good, The Bad, And The Desperate (S01E08 - 108)
- 1.9 - Daisy’s Choice (S01E09 - 109)
- 1.10 - Flower Power (S01E10 - 110)
- 1.11 - An Awfully Big Adventure (S01E11 - 111)
- 1.12 - The Calm Before the Storm (S01E12 - 112)
- 1.13 - Moving On (S01E13 - 113)

2ª temporada (2006)
- 2.1 - Cold Comfort (S02E01 - 201)
- 2.2 - The Three Amigos (S02E02 - 202)
- 2.3 - Young Blood (S02E03 - 203)
- 2.4 - Iron Lady (S02E04 - 204)
- 2.5 - There’s No Place Like Home (S02E05 - 205)
- 2.6 - When Flower Met Hannibal (S02E06 - 206)
- 2.7 - United We Stand (S02E07 - 207)
- 2.8 - The Enemy Within (S02E08 - 208)
- 2.9 - The Art of Leadership (S02E09 - 209)
- 2.10 - Balance of Power (S02E10 - 210)
- 2.11 - Growing Pains (S02E11 - 211)
- 2.12 - The Godmother (S02E12 - 212)
- 2.13 - The Killing Fields (S02E13 - 213)
- 2.14 - Meerkat Manor Re-Cap (S02E14 - 214)

3ª temporada (2007)
- 3.1 - On Dangerous Ground (S03E01 - 301)
- 3.2 - The Mission (S03E02 - 302)
- 3.3 - Something’s Got to Give (S03E03 - 303)
- 3.4 - The Death of Romance (S03E04 - 304)
- 3.5 - Tale of Ren and Stumpy (S03E05 - 305)
- 3.6 - The House of Zappa (S03E06 - 306)
- 3.7 - Heavy the Crown (S03E07 - 307)
- 3.8 - Journey’s End (S03E08 - 308)
- 3.9 - A New Day (S03E09 - 309)
- 3.10 - Farewell My Lovely (S03E10 - 310)
- 3.11 - Three Degrees of Separation (S03E11 - 311)
- 3.12 - The Graduate (S03E12 - 312)
- 3.13 - A Family At War (S03E13 - 313)

4ª temporada (2008)
- 4.1 - To Have and Have Not (S04E01 - 401)
- 4.2 - All Manor of Love (S04E02 - 402)
- 4.3 - Rising Star (S04E03 - 403)
- 4.4 - The Family Way (S04E04 - 404)
- 4.5 - The Mark of Zorro (S04E05 - 405)
- 4.6 - Great Expectations (S04E06 - 406)
- 4.7 - The Bodyguard (S04E07 - 407)
- 4.8 - Divided We Fall (S04E08 - 408)
- 4.9 - To the Manor Born (S04E09 - 409)
- 4.10 - The Birds (S04E10 - 410)
- 4.11 - The Rovers Return (S04E11 - 411)
- 4.12 - Home Alone (S04E12 - 412)
- 4.13 - The Darkest Day (S04E13 - 413)

## Ligações Externas
- Official Southern Star Entertainment UK Meerkat Manor website
- Official Animal Planet US Meerkat Manor website
- The Kalahari Meerkat Project
- Friends of the Kalahari Meerkat Project
- Meerkat Manor. no IMDb.
- Meerkat Manor (em inglês) no TV.com